# 岡元鳳

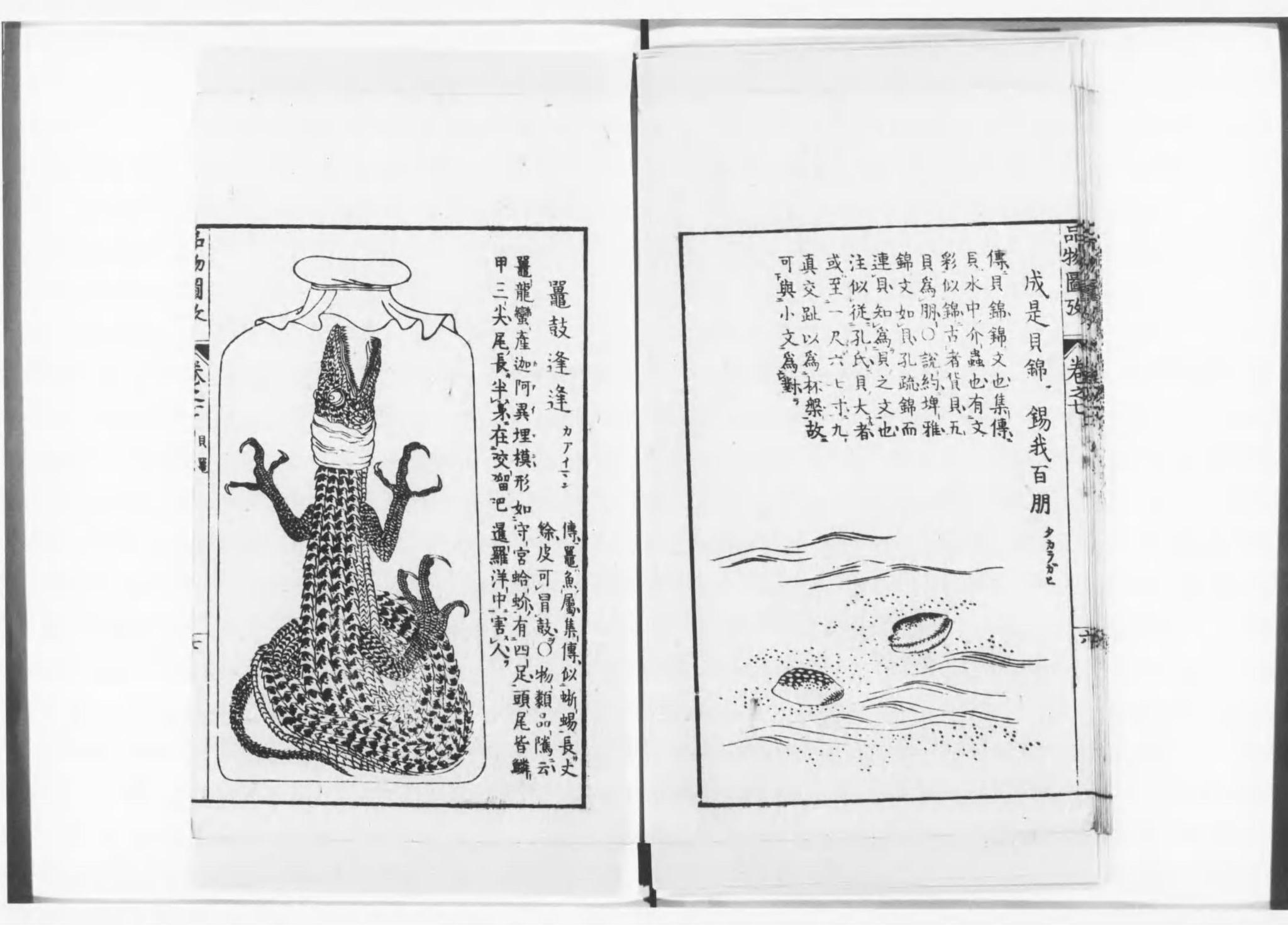
『毛詩品物図攷』

岡 元鳳（おか げんぽう、1737年〈元文2年〉 - 1787年2月5日〈天明6年12月18日〉）は、江戸時代中期大阪の儒者・儒医・本草学者・漢詩人。主著『毛詩品物図攷』は詩経名物学の図譜であり、清末の中国でも読まれた。
元鳳は名。字は公翼。通称に慈庵・尚達・元達。号に白洲（岡白洲）・魯庵（岡魯庵）・澹齋・隔九所。

## 人物
河内（現大阪府）の人。本草学・物産学に通じ、自邸で薬草を栽培した。片山北海が結成した漢詩結社「混沌社」に参加し、葛子琴とともに名を馳せた。師に菅甘谷、医術の門人に岡它山・宮地太仲がいる。

## 著作

### 毛詩品物図攷
岡元鳳撰・橘国雄画『毛詩品物図攷』（もうしひんぶつずこう）は、詩経名物学の書物。1784年（天明4年）成立。
『詩経』中の動植物を草・木・鳥・獣・虫・魚の6種に分け、計224の動植物の図、諸書の記載、考証、和名を付す。特徴として、同種の先行書のように既存の図を襲用することが少なく、独自の図が多い点が挙げられる。
「鼉」の図として、舶来のワニ標本の図を載せている。これは平賀源内『物類品隲』に描かれた田村藍水所有の標本の図を襲用したものである。
伝本によっては那波師曾や柴野栗山の序、木村蒹葭堂の跋、須原屋茂兵衛らの名を記した刊記が付されている。版木が現存し奈良大学博物館に所蔵されている。
本書はシーボルトの蒐書目録にも含まれている。また、清末民初中国の書店で石印本として度々翻刻された。石印本では戴兆春の序が付され、和名が削除されている。

### その他
- 『離騒名物考』
- 『刀圭余録』
- 『蘭説海生図品』
- 『香橘窩集』
- 『鞭草筆記』[4]